# Optare Prisma
Optare Prisma — одноэтажный автобус, выпускавшийся с 1995 по 1998 год компанией Optare на шасси Mercedes-Benz O405.

## Описание
Кузов автобуса Optare Prisma сделан из алюминиевого сплава. Передняя часть аналогична Mercedes-Benz O405. Боковые стороны и задняя часть аналогичны Optare Delta и Optare Vecta.
За 1995—1998 год было выпущено 121 автобус. 35 из них поступило в Абердин, 25 — в Arriva North East, 16 — в Восточный Йоркшир, 10 — в Шотландию и Лестер.